# Monster Hunter Freedom 2
Monster Hunter Freedom 2, conocido en Japón como Monster Hunter Portable 2nd, es el segundo videojuego de la serie Monster Hunter para PlayStation Portable. Fue lanzado en el resto del mundo como Monster Hunter Freedom 2, en septiembre de 2007. Se trata de un juego completamente diferente a Monster Hunter Freedom.
En Japón salió una edición especial para PSP que incluía, junto con el paquete del juego, dos bolsas de distintos tamaños, una correa y un decorado de bronce o marrón para la PSP.
El juego cuenta con más de 400 misiones, unas 500 horas de juego y más de 2000 armas y armaduras. En el mundo se han vendido más de 2,29 millones de copias.
El juego se desarrolla en la Aldea Pokke, una aldea rural en el que el personaje se está curando de unas heridas causadas por un Tigrex. Poco a poco la jefa del pueblo le irá encargando misiones al jugador, cada vez más difíciles y costosas, algunas casi imposibles.
Nuevos monstruos, subespecies y características
- Nuevas subespecies: D. Hermitaur Cereza, Shogun Ceanataur Terra, Congalala Esmeralda y Blangonga cobre.
- Caza del Diablos de un cuerno añadido como el nivel 9 de Misiones del Gato Viejo y RC 6 en la sala de reunión.
- Viejos monstruos tienen ataques nuevos y diferentes reacciones de ataque (tales como la predicción de la explosión de polvo a través de Teostra, el color de las partículas, etc.)
- Nuevos monstruos: Nargacuga, Yama Tsukami (antes se encontraban en Monster Hunter Dos, que nunca se lanzó fuera de Japón), Vespoid Reina, Ukanlos, el Rey Shakalaka, Lavasioth y Hypnocatrice.
- Dos monstruos de Monster Hunter Frontier aparecen en este juego: Hypnocatrice y Lavasioth.
- Materiales raros: escamas Wyver, joyas de Dragones Ancianos (versión RC 9 de joya Dragon de Fuego, joya de Daora y la Joya Chameleos) y la piedra Ukanlos.
- Un nuevo conjunto de habilidades, algunos exclusivas gracias a un conjunto de armadura que no puede ser obtenido a partir de las decoraciones.

## Novedades
Monster Hunter Freedom 2 supone un avance muy importante para la saga Monster Hunter, sentando las bases de todos los juegos posteriores a este. La versión ampliada se llama Monster Hunter Freedom Unite, y han salido otras versiones, como Monster Hunter Tri, para la Wii.
- Se añaden armas completamente nuevas, como la lanza pistola, el mazo musical y el arco de caza.
- Se añaden nuevos escenarios, como el bosque tropical y el volcán.
- Se añade una gran variedad de monstruos para cazar completamente nuevos, como el Tigrex y el Kirin.
- Se añaden novedades en la granja, que pasa a ser un lugar clave en el juego.